# Майвенн
Майве́нн Лё Беско́ (фр. Maïwenn Le Besco; род. 17 апреля 1976, Ле-Лила, Франция), более известная под мононимом Майвенн — французская киноактриса, кинорежиссёр и сценаристка.

## Биография
Майвенн Лё Беско родилась в городке Ле-Лила (Иль-де-Франс) в семье музыканта Патрика Лё Беско и актрисы алжирского происхождения Катрин Бельходжа. Майвенн провела детство в парижском квартале Бельвиль и, по настоянию матери, с ранних лет посещала различные театральные и кинопробы. В результате она дебютировала в кино уже в пять лет, сыграв одну из ролей в фильме «В следующем году… если всё будет хорошо», а в 1983 году снялась в драме Жана Бекера «Убийственное лето», которая получила четыре премии «Сезар» и номинировалась на девять.
В 1994 году Майвенн сыграла эпизодическую роль в криминальной драме «Леон», имевшей огромный успех и у зрителей, и у кинокритиков. В следующем фильме Люка Бессона — «Пятый элемент» — Майвенн сыграла более значимую роль, её персонаж — оперная певица дива Плавалагуна. В фильме Майвенн носит грим представительницы инопланетной гуманоидной расы с ярко-синей кожей. Арию Il dolce suono из оперы «Лючия ди Ламмермур» вместо актрисы исполнила профессиональная певица Инва Мула, эта сцена широко известна, во французских СМИ она часто признаётся культовой.
В 2000-х Майвенн продолжила сниматься в кино, а также попробовала себя как режиссёр: её первый полнометражный фильм, «Извините меня» (2006), был дважды номинирован на национальную кинопремию «Сезар» (лучшая дебютная картина и приз самой многообещающей актрисе для Майвенн). Следующие фильмы оказались ещё успешнее: драмы «Палиция» и «Мой король» получили десять и восемь номинаций на «Сезар» соответственно, «Палиция» была отмечена призом жюри Каннского кинофестиваля, а Надира Айади получила «Сезар» как лучшая новая актриса. Эмманюэль Берко была признана лучшей актрисой на Каннском кинофестивале (2015) за роль Тони в фильме «Мой король».
В 2023 году на экраны вышел фильм Майвенн «Жанна Дюбарри», в котором она исполнила главную роль — мадам Дюбарри, официальной фаворитки Людовика XV. Самого короля сыграл Джонни Депп. Картина открывала программу Каннского кинофестиваля летом того же года.

## Личная жизнь
Майвенн состояла в незарегистрированном браке с режиссёром Люком Бессоном в 1992—1997 годах. От этого брака у неё есть дочь Шанна (род.1993). В 2002 году Майвенн вышла замуж за Жан-Ива Ле Фюра, предпринимателя в области недвижимости, от которого у неё есть сын Диего (род. 2004), снявшийся у неё в «Жанне Дюбарри» в роли маленького Людовика XVI. В 2022 году пара помирилась после 18 лет разрыва, но в апреле 2024 года Ле Фюр скончался.
У Майвенн также есть родные брат Жован (род. 1981, оператор и режиссёр-документалист) и сестра Изильд (род. 1982, актриса и режиссёр), сводные сестра Леонор (род. 1984, продюсер, сценарист) и брат Коля (род. 1991, актёр).

## Фильмография

### Актриса

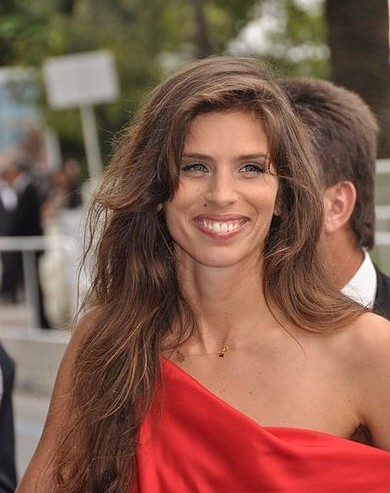
Майвенн на Каннском кинофестивале (15 июля 2011)

- 1981 — В следующем году… если всё будет хорошо / L’Année prochaine si tout va bien
- 1983 — Убийственное лето / L'Été meurtrier
- 1986 — Состояние исступления / L'État de grâce
- 1990 — Ласнер / Lacenaire
- 1992 — Крутая девчонка / La Gamine
- 1994 — Леон / Léon
- 1997 — Пятый элемент / Le Cinquième Élément
- 2000 — Механика женщины / La Mécanique des femmes
- 2003 — Кровавая жатва / Haute Tension
- 2003 — Осмос / Osmose
- 2004 — Парижане / Les Parisiens
- 2005 — Смелость любить / Le Courage d’aimer
- 2006 — Извините меня / Pardonnez-moi
- 2009 — Бал актрис / Le Bal des actrices
- 2011 — Палиция / Polisse
- 2012 — Пиратское телевидение / Télé Gaucho
- 2013 — Любовь — это идеальное преступление / L’amour est un crime parfait
- 2017 — Цена успеха / Le Prix du succès
- 2019 — Всё включено / All Inclusive
- 2020 — Мужчина в шляпе / The Man in the Hat
- 2020 — ДНК / ADN
- 2020 — Сёстры / Sœurs
- 2021 — Тралала / Tralala
- 2022 — Наши связи / Les Miens
- 2022 — Принцесса балета / Neneh Superstar
- 2023 — Жанна Дюбарри / Jeanne du Barry

### Режиссёр и сценарист
- 2006 — Извините меня / Pardonnez-moi
- 2009 — Бал актрис / Le Bal des actrices
- 2011 — Палиция / Polisse
- 2015 — Мой король / Mon roi
- 2020 — ДНК / ADN
- 2023 — Жанна Дюбарри / Jeanne du Barry

## Награды и номинации
Полный список наград и номинаций на сайте IMDb.
| Награды и номинации | Награды и номинации    | Награды и номинации          | Награды и номинации | Награды и номинации |
| Год                 | Награда                | Категория                    | Фильм               | Результат           |
| ------------------- | ---------------------- | ---------------------------- | ------------------- | ------------------- |
| 2007                | Премия «Сезар»         | Лучший дебютный фильм        | Извините меня       | Номинация           |
| 2007                | Премия «Сезар»         | Самая многообещающая актриса | Извините меня       | Номинация           |
| 2011                | MyFrenchFilmFestival   | Приз международной прессы    | Бал актрис          | Номинация           |
| 2011                | Каннский кинофестиваль | Приз жюри                    | Палиция             | Победа              |
| 2012                | Премия «Люмьер»        | Лучший режиссёр              | Палиция             | Победа              |
| 2012                | Премия «Люмьер»        | Лучший сценарий              | Палиция             | Номинация           |
| 2012                | Премия «Сезар»         | Лучший фильм                 | Палиция             | Номинация           |
| 2012                | Премия «Сезар»         | Лучший режиссёр              | Палиция             | Номинация           |
| 2012                | Премия «Сезар»         | Лучший оригинальный сценарий | Палиция             | Номинация           |
| 2016                | Премия «Люмьер»        | Лучший режиссёр              | Мой король          | Номинация           |
| 2016                | Премия «Сезар»         | Лучший фильм                 | Мой король          | Номинация           |
| 2016                | Премия «Сезар»         | Лучший режиссёр              | Мой король          | Номинация           |
| 2021                | Премия «Люмьер»        | Лучший режиссёр              | ДНК                 | Победа              |
| 2021                | Премия «Сезар»         | Лучший режиссёр              | ДНК                 | Номинация           |